# David Cole (Musikproduzent)
David Bryon Cole (* 3. Juni 1962 in Johnson City; † 24. Januar 1995 in New York) war ein US-amerikanischer Musikproduzent, Keyboarder und DJ.

## Leben
Cole stammt aus Tennessee. Er war 1984 Keyboarder für einen Kirchenchor. Als regelmäßiger Gast in der Disco Better Days war er angetan von Bruce Forests Art Keyboards und Drum Machine über die Platten zu spielen, die er auflegte. Allerdings war er der Ansicht, bessere Keyboardrhythmen spielen zu können. So schlug er dies Forest vor. Die erste Jamsession verlief sehr erfolgreich und so wurde Cole regelmäßig gebucht, um die DJ-Sets aufzupeppen. Er freundete sich dort mit Robert Clivillés an. Die beiden begannen musikalisch zusammenzuarbeiten.
Sie spielten zusammen in der House-Formation 2 Puerto Ricans, a Blackman, and a Dominican zusammen mit David Morales und Chep Nuñez. Ihnen gelang mit Do It Properly ein früher House-Klassiker. Daneben hatten die beiden das Duo The 28th Street Crew und produzierten The Brat Pack, ein Gesangsduo um Patrick Donovan und Ray Ray Frazier, das mehrere Hits in den Billboard Hot 100 hatte. 1988 erschien außerdem seine Solo-Single You Take My Breath Away. Der Song erreichte Platz 26 in den Billboard Dance Club Charts.
Zusammen mit Clivillés verantwortete er die Gründung der Popgruppe Seduction, für die sie eine Reihe von Top-10-Hits geschrieben und produziert haben. Auch trugen beide zur Karriere der ehemaligen Weather-Girls-Sängerin Martha Wash bei, die gleichzeitig eine der Hauptsängerinnen des Dance Acts Black Box war.
1990 veröffentlichten Clivillés und Cole als The Crew eine Single mit Freedom Williams, dem späteren Rapper von C + C Music Factory mit dem Titel Get Dumb! (Free Your Body). Angeblich sampelten sie illegal Teile von The Music Got Me, das von Boyd Jarvis von der Musikgruppe Visual aus den frühen 1980er Jahren geschrieben wurde. Boyd verklagte sie 1990 wegen Urheberrechtsverletzung und verlangte 15 Millionen Dollar an Tantiemen. Die Klage wurde in Teilen abgewiesen und führte zu einer Geldstrafe von 95.872 US-Dollar, die sich aus den Erlösen des Songs von The Crew ableitete.
Der größte Erfolg des Duos war die Gruppe C + C Music Factory, die 1991 zu einer weltweiten Sensation wurde und deren bekanntester Hit Gonna Make You Sweat (Everybody Dance Now) wurde. Der Bandname leitet sich aus ihren beiden Nachnamen ab. Als Clivilles + Cole veröffentlichte das Duo außerdem ein Remix-Album, das Platz 87 der US-amerikanischen und Platz 48 der britischen Charts erreichte.
Daneben arbeiteten Cole und Clivillés als Produzenten für Künstler wie Mariah Carey und Whitney Houston. Sie produzierten außerdem Remixe für Künstler wie Fleetwood Mac, Janet Jackson, Natalie Cole, Luther Vandross und Grace Jones. Für den Soundtrack zu Bodyguard erhielt Cole einen Grammy.

## Tod
Cole starb am 24. Januar 1995 nach langer Krankheit. Als offizielle Ursache wurde von Robert Clivillés die Komplikation einer spinalen Meningitis genannt. Von anderen Akteuren der Musikszene wurde spekuliert, dass er an den Folgen von AIDS starb.
David Cole wurde auf dem East Ridgelawn Cemetery in Clifton, New Jersey, beigesetzt. Das von Mariah Carey zusammen mit Boyz II Men inszenierte Lied One Sweet Day wurde von Carey in Erinnerung an Cole geschrieben.

## Diskografie

### Alben

#### Mit Clivilles + Cole
| Jahr | Titel                     | Höchstplatzierung, Gesamtwochen, AuszeichnungChartplatzierungen (Jahr, Titel, Platzierungen, Wochen, Auszeichnungen, Anmerkungen) | Höchstplatzierung, Gesamtwochen, AuszeichnungChartplatzierungen (Jahr, Titel, Platzierungen, Wochen, Auszeichnungen, Anmerkungen) | Anmerkungen                            |
| Jahr | Titel                     | UK | US | Anmerkungen                            |
| ---- | ------------------------- | --- | --- | -------------------------------------- |
| 1992 | Greatest Remixes Volume 1 | UK45 (1 Wo.)UK | US87 (9 Wo.)US | Erstveröffentlichung: 11. Februar 1992 |

### Singles

#### Solo
- 1988: You Take My Breath Away

#### Mit 2 Puerto Ricans, a Blackman, and a Dominican
- 1987: Do It Properly
- 1989: Scandalous

#### Mit The 28th Crew
- 1989: I Need Rhythm
- 1994: O

#### Mit The Crew
- 1990: Get Dumb! (Free Your Body) (feat. Freedom Williams)

#### Mit Clivilles + Cole
| Jahr | Titel Album                                           | Höchstplatzierung, Gesamtwochen, AuszeichnungChartplatzierungen (Jahr, Titel, Album, Platzierungen, Wochen, Auszeichnungen, Anmerkungen) | Höchstplatzierung, Gesamtwochen, AuszeichnungChartplatzierungen (Jahr, Titel, Album, Platzierungen, Wochen, Auszeichnungen, Anmerkungen) | Höchstplatzierung, Gesamtwochen, AuszeichnungChartplatzierungen (Jahr, Titel, Album, Platzierungen, Wochen, Auszeichnungen, Anmerkungen) | Höchstplatzierung, Gesamtwochen, AuszeichnungChartplatzierungen (Jahr, Titel, Album, Platzierungen, Wochen, Auszeichnungen, Anmerkungen) | Anmerkungen                |
| Jahr | Titel Album                                           | DE | CH | UK | US | Anmerkungen                |
| ---- | ----------------------------------------------------- | --- | --- | --- | --- | -------------------------- |
| 1991 | Pride (In the Name of Love) Greatest Remixes Volume 1 | — | CH27 (2 Wo.)CH | UK15 (5 Wo.)UK | US54 (… Wo.)US | Erstveröffentlichung: 1991 |
| 1992 | A Deeper Love Greatest Remixes Volume 1               | DE35 (12 Wo.)DE | — | UK15 (5 Wo.)UK | US44 (17 Wo.)US | Erstveröffentlichung: 1992 |